# تغيرت (كيك تنزاط)
تغيرت هو دُوَّار يقع بجماعة مولاي إبراهيم، إقليم الحوز، جهة مراكش آسفي في المملكة المغربية. ينتمي الدوّار لمشيخة كيك تنزاط التي تضم 33 دوار. يقدر عدد سكانه بـ 58 نسمة حسب الإحصاء الرسمي للسكان والسكنى لسنة 2004.

## روابط خارجية
- البوابة الوطنية للجماعات الترابية نسخة محفوظة 12 مارس 2018 على موقع واي باك مشين.
- المندوبية السامية للتخطيط